# Kim Szunggju (labdarúgó)
Kim Szunggju (hangul: 김승규, handzsa: 金承奎, RR: Kim Seung-gyu; Ulszan, 1990. szeptember 30. –) dél-koreai labdarúgó, az FC Tokió kapusa.

## Pályafutása

### Klubcsapatokban
Az Ulsan Hyundai ifjúsági csapatában kezdett el focizni. A kapus itt írta alá első szerződését 2008-ban. Az ulsani klub az ország legfelsőbb osztályában, a K League 1-ben játszott. 2011-ben és 2013-ban második helyezett volt, 2011-ben a csapat megnyerte a koreai ligakupát.
2012-ben az Ulszannal megnyerte az AFC-bajnokok ligáját. 114 első osztályú mérkőzés után 2016-ban Japánba szerződött a Vissel Kobe együtteséhez.

### A válogatottban
2013-ban mutatkozott be a dél-koreai válogatottban. Ez idő alatt három Kelet-ázsiai labdarúgó-bajnokságot nyert, és egy mérkőzésen lépett pályára a 2014-es labdarúgó-világbajnokságon.

## Statisztika

### A válogatottban
Frissítve: 2024. január 15.
| Válogatott | Év       | Mérk. | Gólok |
| ---------- | -------- | ----- | ----- |
| Dél-Korea  | 2013     | 3     | 0     |
| Dél-Korea  | 2014     | 4     | 0     |
| Dél-Korea  | 2015     | 10    | 0     |
| Dél-Korea  | 2016     | 5     | 0     |
| Dél-Korea  | 2017     | 5     | 0     |
| Dél-Korea  | 2018     | 10    | 0     |
| Dél-Korea  | 2019     | 11    | 0     |
| Dél-Korea  | 2021     | 9     | 0     |
| Dél-Korea  | 2022     | 14    | 0     |
| Dél-Korea  | 2023     | 8     | 0     |
| Dél-Korea  | 2024     | 2     | 0     |
| Összesen   | Összesen | 81    | 0     |

## Sikerei, díjai

### Klubcsapatokkal
Ulszan HD FC
- AFC-bajnokok ligája: 2012

Kashiwa Reysol
- Japán ligakupa ezüstérmes: 2020

### A válogatottal
Dél-Korea U23
- Ázsia-játékok: 2014[1]

Dél-Korea
- Ázsia-kupa ezüstérmes: 2015
- Kelet-ázsiai labdarúgó-bajnokság: 2015, 2019